# Національне агентство Нігерії з досліджень і розробок в області космічної техніки

Логотип НАСРДА‎

Національне агентство з дослідження і розробки в області космічної техніки (NASRDA) - космічне агентство Федеративної Республіки Нігерія. 

## Цілі
- Дослідження і навчання в космічній області
- Оборона та безпека
- Метеорологія
- Дистанційне зондування
- Картографування
- Зв'язок та інформаційні технології

## Історія
Нігерія планувала запустити свій супутник з 1976 року , але свій перший супутник Nigeria Sat-1 запустила з космодрому Плесецьк у вересні 2003 року для участі в міжнародній системі моніторингу Землі — «Disaster Monitoring Constellation».
Нігерія стала третьою (після ПАР та Алжиру) країною Африки, що має власний космічний апарат. 

## Проєкти
10 травня 2006 року була заслухана та прийнята нова космічна програма Нігерії [недоступне посилання з липня 2019][недоступне посилання з липня 2019], яка передбачає створення власного супутника і політ на Місяць до 2030року. 8 грудня 2006 року підписано угоду, за якою Surrey Satellite Technology Limited розробить супутник Nigeria Sat-2 для Нігерії.
У цей час 55 інженерів NASRDA проходять підготовку в КНР.